# Mwaro
Mwaro este un oraș din Burundi. Este reședința regiunii omonime.